# レナウンの唄
「レナウンの唄」（レナウンのうた）は、1960年に作成されたレナウンのコマーシャルソングである。

## 解説
1960年に三木鶏郎により作成された。レナウンの服を着用しているイメージで作詞・作曲されたものである。
歌手には当時の和製ポップス歌手であったザ・ピーナッツを起用し、テレビやラジオのCMでこの楽曲を流していた。歌詞は随所に「レナウン」という部分があるのが特徴である。
この楽曲によってレナウンの服は「良いムード/良いデザイン」をアピールしていた。
しかし翌1961年にこの楽曲の後継にあたる「ワンサカ娘」（発表当時はかまやつひろし歌唱）が小林亜星作曲により発表されたことにより、わずか1年でこの「レナウンの唄」は使用されなくなった。その後は「ワンサカ娘」が大ヒットかつロングヒットとなり、こちらがもっぱらレナウンのCMとして広く知られることとなった。
結果的に「レナウンの唄」によるCMはごく短命に終わり、現在では当時のコマーシャルはあまり世間には知られず、また当時のコマーシャルメッセージの映像も残存していない。
2004年11月26日発売のCDボックス「ザ・ピーナッツ メモリーズBOX」ではこのレナウンの唄が収録され、約40年振りに茶の間で聴くことが可能となった。前述のように、結果的には「レナウンの唄」の使用は短命に終わったものの、三木鶏郎事務所に音源が保管されていたこともあり、同事務所の協力でCDへの収録が可能となった。

## 作成者
- 作詞/作曲 三木鶏郎